# Microstigmatidae
Microstigmatidae zijn een familie van spinnen. De familie telt 7 beschreven geslachten en 15 soorten.

## Taxonomie
Een overzicht van de geslachten en soorten behorende tot de familie staat hieronder. 

### Envia
Envia Ott & Höfer, 2003
- Envia garciai Ott & Höfer, 2003

### Micromygale
Micromygale Platnick & Forster, 1982
- Micromygale diblemma Platnick & Forster, 1982

### Microstigmata
Microstigmata Strand, 1932
- Microstigmata amatola Griswold, 1985
- Microstigmata geophila (Hewitt, 1916)
- Microstigmata lawrencei Griswold, 1985
- Microstigmata longipes (Lawrence, 1938)
- Microstigmata ukhahlamba Griswold, 1985
- Microstigmata zuluensis (Lawrence, 1938)

### Ministigmata
Ministigmata Raven & Platnick, 1981
- Ministigmata minuta Raven & Platnick, 1981

### Pseudonemesia
Pseudonemesia Caporiacco, 1955
- Pseudonemesia kochalkai Raven & Platnick, 1981
- Pseudonemesia parva Caporiacco, 1955

### Spelocteniza
Spelocteniza Gertsch, 1982
- Spelocteniza ashmolei Gertsch, 1982

### Xenonemesia
Xenonemesia Goloboff, 1989
- Xenonemesia araucaria Indicatti et al., 2008
- Xenonemesia otti Indicatti, Lucas & Brescovit, 2007
- Xenonemesia platensis Goloboff, 1989